# یک ماجرای ایدئال
یک ماجرای ایدئال (انگلیسی: An Ideal Adventure) یک فیلم کمدی ایتالیایی به کارگردانی استنو است که در سال ۱۹۸۲ منتشر شد.

## بازیگران
- ادویژ فنش
- دیگو آباتانتوئونو
- لیو بوزیزیو
- مائورو دی فرانچسکو
- انریکو ماریا سالرنو
- چینتسیا د پونتی
- پیتر برلینگ
- ساندرو گیانی
- مارتوفلو